# エディ・サリバン
エディ・サリバン（"Outlaw" Eddie Sullivan、本名：Rubén J. Huizar、1941年6月8日 - 2000年11月24日）は、アメリカ合衆国のプロレスラー。アリゾナ州バッカイ出身のメキシコ系アメリカ人。
メキシコ系のアウトローをイメージしたヒールのブルファイターとして、テネシーやアラバマなど南部のローカル・テリトリーを主戦場に活動した。リップ・タイラーとのタッグチームでの活躍も知られる。

## 来歴
インディアン・ギミックの女子プロレスラー、プリンセス・トナー・トマーのトレーニングを受け、1964年にデビュー。地元のアリゾナやテキサス、オクラホマなどを転戦。中南部のNWAトライステート地区（後のMSWA）では1966年12月7日、ジャック・ブリスコと組んでジ・アサシンズからUSタッグ王座を奪取した。
1968年、テネシーのNWAミッドアメリカ地区にてフランク・モレルとの覆面タッグチーム、マイティ・ヤンキーズ（The Mighty Yankees）を結成。ミッドアメリカ版のNWA世界タッグ王座をはじめ、同地区認定のローカル・タッグ王座を再三獲得した。
マイティ・ヤンキーズ解散後の1969年11月、素顔のエディ・サリバン（Eddie Sullivan）として日本プロレスに初来日。その後、アラバマおよびメキシコ湾岸のNWAガルフ・コースト地区に参戦して、1971年6月30日にリップ・タイラーと組んでケン・ルーカス&ジョニー・ウエストからUSタッグ王座を奪取。以降も兄貴分タイラーとのタッグチームで活動し、ロン、ドン、ボビーのバス・ブラザーズとも抗争した。1972年6月にはタイラーと共に新日本プロレスに来日。翌1973年4月23日にはトライステート地区にてジェリー・ブラウン&バディ・ロバーツのハリウッド・ブロンズを破り、トライステート版のUSタッグ王座を久々に獲得した。
シングル戦線では1974年3月6日、ワシントン州シアトルを本拠地とするスーパースター・チャンピオンシップ・レスリングにてビッグ・ジョン・クインからSCWウエスタン・ステーツ・ヘビー級王座を奪取。主戦場のガルフ・コーストでは、1976年2月3日にボブ・スウィータンを破ってNWAガルフ・コースト・ヘビー級王座を獲得。同月17日には当時テリー・ファンクが保持していたNWA世界ヘビー級王座にも挑戦した。
1976年5月、タイラーとのコンビで国際プロレスに初参戦。6月7日に福山にてグレート草津&マイティ井上を破り、IWA世界タッグ王座を獲得した。翌1977年1月の再来日時には、タイラーと共に千葉真一主演の映画『空手バカ一代』の撮影にも参加している（本郷功次郎演じる柔道家と対戦するプロレスラー役で出演）。1980年3月には単独で国際プロレスに来日、外国人エースのモンゴリアン・ストンパーも一目置くベテランとしてシリーズを引き締めた。
1984年10月には国際プロレスで共闘したことのある上田馬之助の仲介でタイラーと共に全日本プロレスに来日。新日本・国際・全日本と、タイラーとのコンビでの昭和の3団体への参戦を果たした（タッグチームでは、彼ら以前にはダスティ・ローデスとディック・マードックのジ・アウトローズ、以後にはブッチ・ミラーとルーク・ウィリアムスのザ・シープハーダーズも3団体出場を果たしている）。
1987年、かつての主戦場ガルフ・コースト・エリアのフロリダ州ペンサコーラにてタイラーが旗揚げした独立団体WOW（ワールド・オーガニゼーション・レスリング）の運営に参画。トレーナーとしてボブ・ホーリーなどを指導した。
引退後は、アリゾナやアラバマのインディー団体が主催するレジェンド選手のリユニオン・イベントに度々出場していた。2000年11月24日、心臓発作のため死去。59歳没。

## 得意技
- ボストン・クラブ
- エルボー・ドロップ
- ボディ・プレス

## 獲得タイトル
ガルフ・コースト・チャンピオンシップ・レスリング
- NWAアラバマ・ヘビー級王座：1回[22]
- NWAミシシッピ・ヘビー級王座：4回[23]
- NWAミシシッピ・タッグ王座：2回（w / プリンス・プリングル、リップ・タイラー）[24]
- NWAガルフ・コースト・ヘビー級王座：3回[14]
- NWAガルフ・コースト・タッグ王座：8回（w / レスリング・プロ1号、ジャック・モレル、リップ・タイラー×5、ソニー・キング）[25]
- NWA USタッグ王座（ガルフ・コースト版）：4回（w / リップ・タイラー）[11]

NWAミッドアメリカ
- NWA世界タッグ王座（ミッドアメリカ版）：3回（w / フランク・モレル）[8]
- NWA南部タッグ王座（ミッドアメリカ版）：4回（w / フランク・モレル）[9]
- NWA USタッグ王座（ミッドアメリカ版）：2回（w / フランク・モレル）[26]

NWAトライステート
- NWA USタッグ王座（トライステート版）：2回（w / ジャック・ブリスコ、リップ・タイラー）[6]

スーパースター・チャンピオンシップ・レスリング
- SCWウエスタン・ステーツ・ヘビー級王座：1回[13]
- SCWウエスタン・ステーツ・タッグ王座：2回（w / リップ・タイラー、ルーク・ブラウン）[27]

インターナショナル・レスリング・エンタープライズ
- IWA世界タッグ王座：1回（w / リップ・タイラー）[16]